# Gamer (film)
Gamer is een sciencefiction actiefilm uit 2009 onder regie van Mark Neveldine en Brian Taylor.

## Verhaal
In het New York van de nabije toekomst houdt Gina Parker Smith in haar talkshow Worldlink Tonight een interview met de excentrieke gameontwikkelaar Ken Castle. Ken verkondigt over een revolutie in de game-industrie, waarmee de machtige mediamaniak doelt op zijn uitvinding van zelfreplicerende nanocellen die menselijke hersencellen vervangen en volledige controle over de motorische functies van een persoon mogelijk maken.
In Society, de eerste game op basis van Kens technologie, hebben gamers de controle over een werkelijk bestaand persoon in pseudo-gemeenschap Society City. Gamers maken zich schuldig aan allerlei vormen van losbandigheid om aan trekken te komen waarvan ze het bestaan in real life naarstig ontkennen. Angie Tillman geeft als avatar Nika de controle over haar lichaam regelmatig in handen van de vadsige veelvraat Gorge en komt veelvuldig in contact met dubieuze verschijningen als Rick Rape en Pig Nose. In werkelijkheid wil Angie niets liever dan een rustig, liefdevol bestaan met man John en dochtertje Delia.
In Slayers, de tweede game op basis van Kens technologie, strijden ter dood veroordeelde gevangenen voor hun vrijheid door het winnen van dertig wedstrijden. Simon Silverton, een 17-jarige gamer uit een rijk milieu, heeft de volledige controle over Kable, een wereldwijd populair karakter sinds het zegevieren in reeds 27 wedstrijden. Hoewel Simon zich graag inlaat met virtueel vrouwelijk schoon als tweeling Kumdumpsta, 2Katchapredator, Stikkimuffin en Sissypuss Shelley, neemt de jongen de status van zijn avatar uiterst serieus. In zijn cel stelt Kable zichzelf voortdurend vragen over zijn werkelijke persoon (John Tillman) en over de reden van zijn verblijf in het gevang (het doden van collega en voorganger Travis Scotch). Menselijke steun vindt Kable in medegevangenen Sandra en Freek. In werkelijkheid wil John niets liever dan een rustig, liefdevol bestaan met vrouw Angie en dochtertje Delia.
Simon ontvangt een exhibit in de vorm van de mogelijkheid tot communiceren met Kable, waarna de avatar zijn bestuurder vraagt hem los te koppelen – met Simons arrestatie door agent Keith tot gevolg – en zijn vrijheid te gunnen. De eveneens stuurloze Hackman moet Kable's invrijheidstelling voorkomen, maar John ontsnapt aan de virtuele wereld en komt in contact met de Humanz, een ondergrondse groep activisten die Ken's pogingen tot volledige controle over de mensheid dwarsboomt. De Humanz – Trace, Brother en Dude – kraken zichzelf binnen in Worldlink Tonight, Society en Slayers om via alle media in het kasteel van de control freak het naargeestige beeld van een onbeheersbare wereld kenbaar te maken. Onder de hoede van de Humanz vecht John zich een weg naar zijn vrijheid op zoek naar zijn geliefden. In level 30 staat John, ontvanger van signalen, in levenden lijve tegenover aartsrivaal Ken, zender van signalen.

## Rolbezetting
| - Gerard Butler - John "Kable" Tillman - Amber Valletta - Angie "Nika" Tillman - Brighid Fleming - Delia Tillman - Logan Lerman - Simon Silverton - Ramsey Moore - Gorge - Michael C. Hall - Ken Castle - Kyra Sedgwick - Gina Parker Smith - Terry Crews - Hackman - Alison Lohman - Trace - Chris "Ludacris" Bridges - Humanz Brother - Aaron Yoo - Humanz Dude | - Zoë Bell - Sandra - John Leguizamo - Freek - Keith David - agent Keith - Johnny Whitworth - Travis Scotch - Nikita Ramsey - Kumdumpsta - Jade Ramsey - Kumdumpsta - Ashley Rickards - 2Katchapredator - Mimi Michaels - Stikkimuffin - Ariana Scott - Sissypuss Shelley - Milo Ventimiglia - Rick Rape - Med Abrous - Pig Nose |